# お花茶屋
お花茶屋（おはなぢゃや）は、東京都葛飾区中部にある町名。現行行政地名はお花茶屋一丁目から三丁目。住居表示実施済み区域である。

## 地理
京成電鉄お花茶屋駅の所在地は宝町。同駅南側が宝町であり、北側にお花茶屋が広がる。駅前から伸びる商店街には、共栄学園が所在する。
隣接する地域は、北が西亀有、東が白鳥、南が宝町、西が東堀切である。

### 地価
住宅地の地価は、2025年（令和7年）1月1日の公示地価によれば、お花茶屋1-3-7の地点で41万1000円/m2、お花茶屋3-23-6の地点で37万5000円/m2となっている。

## 歴史
隣接する白鳥との間に、かつては曳舟川（葛西用水路）が流れていた。この川は、江戸時代に用水路として開削された。また、荷物を載せた舟を土手から縄を引いて運ぶということが行われ、江戸時代の流通の一つとなっていた。これが川の名称の由来となっている。その様子は歌川広重作の浮世絵「名所江戸百景 四ツ木通用水引きふね」で描かれている。高度経済成長期は、生活雑排水や近隣に多かったメッキ町工場の排水の影響で、水質が極めて汚染され、悪臭がただよっていた。1989年（平成元年）に、下水道網が整備されたこともあり、曳舟川は埋め立てられ現在では曳舟川通りと曳舟川親水公園となっており、せせらぎや多くの植物を見ることができる。

### 地名の由来
江戸時代、江戸幕府8代将軍の徳川吉宗が鷹狩りに興じていた際に、腹痛を起こした。その時、名をお花という茶屋の娘の看病により快気したとの言い伝えがある。この出来事により、現在の地名を賜ったとされている。

## 世帯数と人口
2023年（令和5年）1月1日現在（東京都発表）の世帯数と人口は以下の通りである。
| 丁目           | 世帯数    | 人口    |
| -------------- | --------- | ------- |
| お花茶屋一丁目 | 1,397世帯 | 2,092人 |
| お花茶屋二丁目 | 958世帯   | 1,674人 |
| お花茶屋三丁目 | 1,463世帯 | 2,984人 |
| 計             | 3,818世帯 | 6,750人 |

### 人口の変遷
国勢調査による人口の推移。
| 年                 | 人口  |
| ------------------ | ----- |
| 1995年（平成7年）  | 6,762 |
| 2000年（平成12年） | 6,497 |
| 2005年（平成17年） | 6,345 |
| 2010年（平成22年） | 6,531 |
| 2015年（平成27年） | 6,513 |
| 2020年（令和2年）  | 6,320 |

### 世帯数の変遷
国勢調査による世帯数の推移。
| 年                 | 世帯数 |
| ------------------ | ------ |
| 1995年（平成7年）  | 2,819  |
| 2000年（平成12年） | 2,878  |
| 2005年（平成17年） | 2,886  |
| 2010年（平成22年） | 3,058  |
| 2015年（平成27年） | 3,080  |
| 2020年（令和2年）  | 3,166  |

## 学区
区立小・中学校に通う場合、学区は以下の通りとなる（2021年4月時点）。
| 丁目           | 番地 | 小学校               | 中学校             |
| -------------- | ---- | -------------------- | ------------------ |
| お花茶屋一丁目 | 全域 | 葛飾区立上千葉小学校 | 葛飾区立双葉中学校 |
| お花茶屋二丁目 | 全域 | 葛飾区立上千葉小学校 | 葛飾区立双葉中学校 |
| お花茶屋三丁目 | 全域 | 葛飾区立上千葉小学校 | 葛飾区立青葉中学校 |

## 事業所
2021年（令和3年）現在の経済センサス調査による事業所数と従業員数は以下の通りである。
| 丁目           | 事業所数  | 従業員数 |
| -------------- | --------- | -------- |
| お花茶屋一丁目 | 184事業所 | 1,050人  |
| お花茶屋二丁目 | 65事業所  | 394人    |
| お花茶屋三丁目 | 51事業所  | 383人    |
| 計             | 300事業所 | 1,827人  |

### 事業者数の変遷
経済センサスによる事業所数の推移。
| 年                 | 事業者数 |
| ------------------ | -------- |
| 2016年（平成28年） | 329      |
| 2021年（令和3年）  | 300      |

### 従業員数の変遷
経済センサスによる従業員数の推移。
| 年                 | 従業員数 |
| ------------------ | -------- |
| 2016年（平成28年） | 1,980    |
| 2021年（令和3年）  | 1,827    |

## 施設
- お花茶屋図書館
- 葛飾区お花茶屋地区センター
- 葛飾区亀有学び交流館

公園
- 曳舟川親水公園
- お花茶屋公園
- 上千葉南公園
- 柳田公園

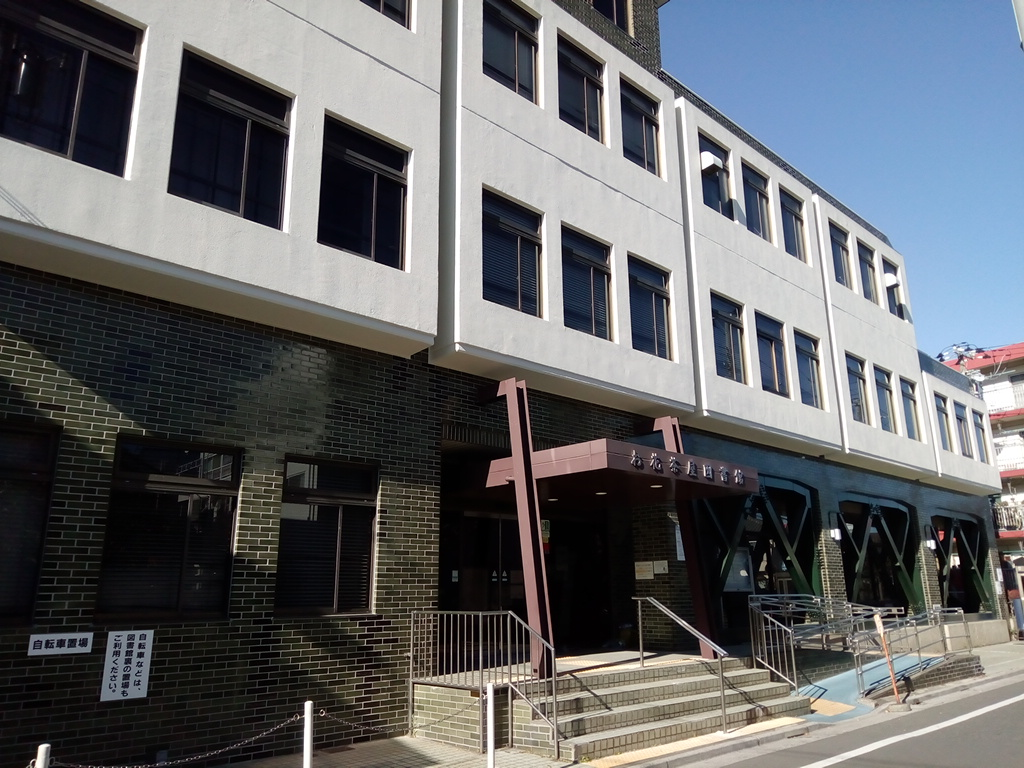
葛飾区立お花茶屋図書館

- お花茶屋児童遊園（2011年5月をもって閉園）

## 教育機関

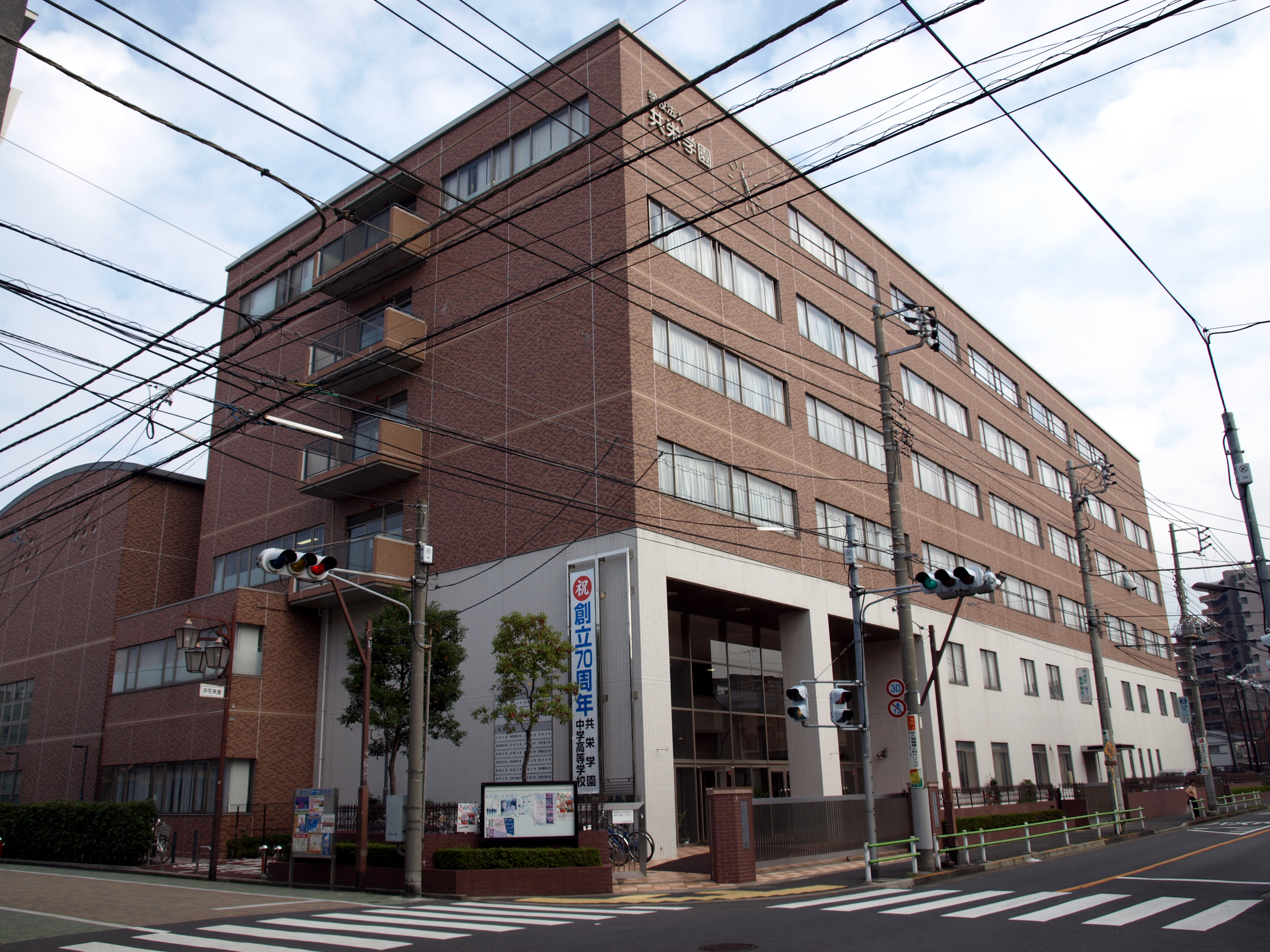
共栄学園中学高等学校

- 学校法人共栄学園
  - 共栄学園中学高等学校
  - 共栄幼稚園
- 葛飾区立双葉中学校
- 東光幼稚園

## その他
クリープハイプが「お花茶屋」という楽曲をリリースしている。これはバンドメンバーの尾崎世界観が、かつてお花茶屋に住んでいたことが由来。しかし歌詞は、お花茶屋に関しての内容ではない。また、彼がレギュラー出演しているJ-WAVEのラジオ番組「SPARK」内で「お花茶屋へ行こう」というコーナーを設けてお花茶屋について語っていた。

### 日本郵便
- 郵便番号 : 124-0003[3]（集配局 : 葛飾郵便局[17]）。